# 究極Q太郎
究極Q太郎（きゅうきょくQたろう 1967年 - ）は、日本の詩人、社会運動家。

## 概要
埼玉県出身。1986年に「飯島詭理」名義で現代詩手帖賞を受賞する。障害者運動やアナキズム運動を行ってきて、1990年代よりだめ連で活動。だめ連のリーダー。早稲田大学文学部の前の交流スペース「あかね」を立ち上げる。
1995年より廃人餓号と共に学習会・詩の会を主催。1999年にはだめ連が『だめ』という書籍を出版。この書籍には究極Q太郎の詩というコーナーが設けられる。
1990年代後半より現代思想や現代詩手帖やVOLなどに寄稿。2018年には雑誌『甦―Rebirth』を創刊。
だめ連では交流やトークを中心に活動してきた。トークではお互いの人生の駄目について語り合ってきた。自身のことを真剣に話し、相手の話に向き合うことを最重視してきた。トークのテーマは比較的日常生活のことであるが、それを問題化して語ってきた。

## 詩集
- 『ラブ・アイリス・ライフ』（私家版、1998年）
- 『究極Q太郎の詩（上）　名無しの名前』（私家版、2004年）
- 『究極Q太郎の詩集』（一〇〇〇番出版、2005年）
- 『蜻蛉（あきづ）の散歩　～散歩依存症』（私家版、2018年）
- 詩・論考集『にしこく挽歌』（私家版、2023年）
- 『道へのオード／ガザの上にも月はのぼる』（私家版、2024年）
- 『究極Q太郎詩集　散歩依存症』（現代書館、2024年）